# Uintacyon
Uintacyon is een geslacht van uitgestorven roofdieren uit de familie Miacidae. Het dier leefde in het Laat-Paleoceen en Eoceen in Noord-Amerika en Europa. Het was een in de bomen levende carnivoor of omnivoor.

## Fossiele vondsten
Fossielen van Uintacyon zijn gevonden in de Amerikaanse staten Colorado, Mississippi, New Mexico, Texas, Utah en Wyoming en tevens in Frankrijk.

## Ontwikkeling

### Paleoceen
Uintacyon is een van de langst levende geslachten uit de Miacidae. De eerste fossielen dateren uit het Clarkforkian, waarmee Uintacyon de oudst bekende miacide is. Het was mogelijk een immigrant vanuit oostelijk Azië.

### Vroeg-Eoceen
Uintacyon was een van de zoogdieren waarbij dwerggroei optrad tijdens het Paleocene-Eocene Thermal Maximum (PETM). Verschillende herbivoren en carnivoren in het Bighorn-bekken in Wyoming waren tijdens het PETM kleiner dan verwanten uit hetzelfde geslacht uit het Laat-Clarkforkian en/of latere delen van het Wasatchian. Mogelijk werden verschillende zoogdieren in deze periode kleiner doordat er minder voedsel, beschutting en leefgebied beschikbaar was door het warmere klimaat of migreerden de grotere soorten door de klimaatsveranderingen noordwaarts en werden ze vervangen door kleinere soorten uit zuidelijkere gebieden. Uit het Vroeg-Wasatchian is Uintacyon ook bekend uit de Tuscahoma-formatie in Mississippi. Via landbruggen in de poolstreken, onder meer in de regio van Groenland, verspreidde Uintacyon zich net als diverse andere zoogdieren in de eerste fase van het Eoceen over de noordelijke continenten. Zo maakte het geslacht ook deel uit van de fauna van het Sparnacian, het vroegste Eoceen van westelijk Europa.

### Midden-Eoceen
Uit het Midden-Ecoeen is Uintacyon nog bekend uit de Laredo-formatie in Texas uit het Laat-Uintan. Uintacyon overleefde tot aan het einde van het Uintan, waarna in het Duchesnean de eerste echte carnivoren verschenen.

## Formaat
Uintacyon had het formaat van een hedendaagse bunzing. Op basis van de grootte van M1 (de eerste kies) wordt het gewicht van U. rudis uit Wyoming geschat op 800 tot 1270 gram. U. gingerich, de dwergvorm uit het PETM en vernoemd naar de Amerikaanse paleontoloog Philip Gingerich, was ongeveer 570 gram zwaar.